# Liste des maires de La Ciotat
La liste des maires de La Ciotat présente la liste des maires de la commune française de La Ciotat, située dans le département des Bouches-du-Rhône en région Provence-Alpes-Côte d’Azur.

## Liste des maires

### Entre 1790 et 1944
| Période           | Période           | Identité                                 | Étiquette        | Qualité |
| ----------------- | ----------------- | ---------------------------------------- | ---------------- | --- |
| 14 février 1790   | 13 novembre 1791  | Toussaint André Besson (1738-1822)       |                  | Négociant |
| 27 novembre 1791  | 18 décembre 1791  | Joseph Magloire Olivier (1750-1845)      |                  | Ancien procureur du roi Démissionnaire |
| 18 décembre 1791  | 22 septembre 1792 | Joseph Claude Audiffren                  |                  | |
| 23 septembre 1792 | 29 juin 1793      | Toussaint André Besson (1738-1822)       |                  | Négociant |
| 30 juin 1793      |                   | Joseph Magloire Olivier (1750-1845)      |                  | Ancien procureur du roi Membre du conseil général (1804 → 1833) |
| 12 septembre 1793 |                   | Antoine Fontenelle Augier                |                  | |
| 2 novembre 1794   |                   | Gabriel Court                            |                  | |
| 16 novembre 1794  |                   | Louis Olivier                            |                  | |
| 1er décembre 1794 |                   | Joseph Claude Durbec                     |                  | |
| 16 décembre 1794  |                   | Augustin Jauffret                        |                  | |
| 31 décembre 1794  |                   | Laurent Simon                            |                  | |
| 15 janvier 1795   |                   | André Bathelemy Bousquet                 |                  | |
| 30 janvier 1795   |                   | Joseph Claude Amalric                    |                  | |
| 14 février 1795   |                   | Gabriel Court                            |                  | |
| 1er mars 1795     |                   | Joseph Claude Durbec                     |                  | |
| 16 mars 1795      |                   | Louis Olivier                            |                  | |
| 31 mars 1795      |                   | André Bathelemy Bousquet                 |                  | |
| 15 avril 1795     |                   | Laurent Simon                            |                  | |
| 30 avril 1795     |                   | Joseph Claude Amalric                    |                  | |
| 30 mai 1795       |                   | Étienne Masse                            |                  | |
| 14 juin 1795      |                   | André Bathelemy Bousquet                 |                  | |
| 29 juin 1795      |                   | Félix Noël Blanc                         |                  | |
| 14 juillet 1795   |                   | Pierre Julien Ventre                     |                  | |
| 6 août 1795       |                   | Joseph Monier                            |                  | |
| 13 août 1795      |                   | Joseph Guérin                            |                  | |
| 28 août 1795      |                   | Jean Joseph Tassy                        |                  | |
| 12 septembre 1795 |                   | Étienne Masse                            |                  | |
| 14 septembre 1795 |                   | Joseph Gipier                            |                  | |
| 20 octobre 1795   |                   | Félix Noël Blanc                         |                  | |
| 2 novembre 1795   |                   | Joseph Gipier                            |                  | |
| 20 février 1796   |                   | Antonin Issery                           |                  | |
| 20 mars 1796      |                   | Gaspard Reise                            |                  | |
| 20 avril 1796     |                   | Joseph Barthélemy                        |                  | |
| 7 juin 1796       |                   | Joseph François Amalric                  |                  | |
| 22 mars 1797      |                   | Joseph Gipier                            |                  | |
| 12 novembre 1797  |                   | Antoine Fontenelle Augier                |                  | |
| 18 mai 1798       | 11 mai 1800       | Toussaint André Besson (1738-1822)       |                  | Négociant |
| 11 mai 1800       | octobre 1803      | Bernardin Ramel (1752-1811)              |                  | Médecin |
| 17 septembre 1803 | décembre 1808     | Joseph Guérin                            |                  | |
| mai 1809          | décembre 1814     | Mathieu Payan-Latour                     |                  | Propriétaire cultivateur, ancien capitaine d'infanterie |
| 27 janvier 1815   | 7 juillet 1829    | Jean Antoine Felix Guérin                |                  | |
| août 1829         | 28 avril 1830     | Jean-Joseph-Claude de Clavel             |                  | |
| 21 septembre 1830 | 27 juillet 1838   | Jean Baptiste Lazare Reynier (1788-1838) |                  | Lieutenant de vaisseau Conseiller d'arrondissement |
| 19 décembre 1838  | 12 mai 1839       | Joseph François Jaubert                  |                  | |
| mai 1839          | juillet 1841      | Pierre Chabaud                           |                  | |
| 25 juillet 1841   | novembre 1846     | Honoré Portalis                          |                  | Ancien capitaine au long cours |
| 9 décembre 1846   | février 1848      | Antoine Cardonnet                        |                  | |
| 26 mars 1848      | 26 août 1848      | Xavier Blaise François Benet             |                  | |
| 26 août 1848      | 30 juin 1850      | Joseph Édouard Dalmas                    |                  | |
| 30 juin 1850      | 6 août 1860       | Louis Magloire Cottard (1790-1871)       |                  | Ancien recteur d'académie, propriétaire |
| 6 août 1860       | janvier 1868      | Antoine Chabaud                          |                  | |
| 8 mars 1868       | 7 août 1870       | Louis Lazare Martin Guibert              |                  | |
| septembre 1870    | octobre 1870      | Jules Cartier                            |                  | |
| 14 octobre 1870   | 25 février 1874   | François Jacques Martin                  |                  | |
| 27 février 1874   | 8 mai 1876        | Louis Marquis                            |                  | |
| 8 mai 1876        | 11 janvier 1877   | Pierre Barthélemy Poucel (1810-1888)     |                  | Chef machiniste Conseiller d'arrondissement (1880 → 1888) |
| 23 janvier 1877   | 22 septembre 1877 | Joseph-David Badelon (1837-1880)         | Radical          | |
| 1er octobre 1877  | 26 décembre 1877  | Jacques Brue                             |                  | |
| 6 janvier 1878    | 1er octobre 1880  | Joseph-David Badelon (1837-1880)         | Radical          | Décédé en fonction |
| octobre 1880      | mai 1883          | Joseph Reynier                           |                  | |
| 7 mai 1883        | 1er octobre 1885  | Baptistin Ventre                         |                  | |
| 1er octobre 1885  | 28 mai 1888       | Antoine Blaise Fabre                     |                  | |
| 28 mai 1888       | 15 mai 1892       | Evariste Gras (1846-1928)                |                  | |
| 15 mai 1892       | 10 mai 1896       | Joseph Reynier                           |                  | |
| 17 mai 1896       | 9 janvier 1910    | Fernand Gassion                          | POF              | Chef du contentieux au Crédit lyonnais Conseiller général de La Ciotat (1898 → 1910)                                                                                             |
| 6 février 1910    | 10 décembre 1919  | Louis Crozet                             |                  | Ancien chef mécanicien |
| 10 décembre 1919  | 10 août 1928      | Eugène Mouton                            | SFIO             | Avocat Conseiller général de La Ciotat (1923 → 1928) Décédé en fonction |
| 15 septembre 1928 | 2 décembre 1928   | Auguste Cottet                           |                  | |
| 28 janvier 1929   | 23 décembre 1934  | Jean Bouissou                            | Union socialiste | Médecin Conseiller d'arrondissement (1928 → 1931) |
| 19 mai 1935       | 1er décembre 1942 | Fernand Bouisson                         | G.ind.           | Industriel - Directeur de tannerie Député des Bouches-du-Rhône (1909 → 1942) Président de la Chambre des députés (1927 → 1936) Ancien conseiller général d'Aubagne (1907 → 1919) |
| 1er décembre 1942 | 1er décembre 1942 | Émile Laynaud                            |                  | |
| 31 aout 1943      | 1944              | Francis Ripert                           |                  | Avocat Président de la délégation spéciale |

### Depuis 1944
Depuis la Libération, onze maires se sont succédé à la tête de la commune.
| Période          | Période          | Identité                      | Étiquette       | Qualité |
| ---------------- | ---------------- | ----------------------------- | --------------- | --- |
| 20 aout 1944     | 13 mai 1945      | Jean-Claude de Saint-Marceaux |                 | Sculpteur, résistant Président de la délégation spéciale |
| 13 mai 1945      | 19 octobre 1947  | Jean Mailloulas               | PCF             | Métallurgiste |
| 19 octobre 1947  | 1949             | Louis Pécout                  | SFIO            | |
| 17 octobre 1949  | 20 mars 1977     | Jean Graille                  | SFIO-PS         | Contrôleur des PTT, résistant Conseiller général de La Ciotat (1952 → 1973) Président du conseil général (1959 → 1961) |
| 20 mars 1977     | 13 juin 1979     | Georges Romand                | PCF             | Retraité Conseiller général de La Ciotat (1973 → 1979) Démissionnaire pour raison de santé |
| 13 juin 1979     | 19 mars 1989     | Louis Perrimond               | PCF             | Ancien premier adjoint |
| 19 mars 1989     | 18 juin 1995     | Jean-Pierre Lafond            | UDF-PR          | Chef d'entreprise Sénateur des Bouches-du-Rhône (1995 → 1998) |
| 18 juin 1995     | 18 mars 2001     | Rosy Sanna                    | PCF             | Institutrice Conseillère générale de La Ciotat (1998 → 2004) |
| 18 mars 2001     | 5 septembre 2020 | Patrick Boré                  | RPR puis UMP-LR | Pharmacien Suppléant du député Bernard Deflesselles (1997-2017) Sénateur des Bouches-du-Rhône (2020 → 2021) Conseiller général puis départemental de La Ciotat (2004 → 2020) 1er vice-président du conseil départemental (2015 → 2020) |
| 5 septembre 2020 | 12 juin 2023     | Arlette Salvo                 | LR              | Cadre bancaire retraitée Démissionnaire, |
| 24 juin 2023     | En cours         | Alexandre Doriol              | LR              | Directeur de cabinet, ancien premier adjoint Conseiller régional de Provence-Alpes-Côte-d'Azur (2021 → ) |

## Conseil municipal actuel
Les 39 sièges composant le conseil municipal ont été pourvus le 28 juin 2020 à l'issue du second tour. Actuellement, il est réparti comme suit : 